# جاناتان فابرو
جاناتان فابرو (انگلیسی: Jonathan Fabbro؛ زادهٔ ۱۶ ژانویهٔ ۱۹۸۲) بازیکن فوتبال اهل پاراگوئه است.
از باشگاه‌هایی که در آن بازی کرده‌است می‌توان به باشگاه فوتبال ریور پلاته، باشگاه ورزشی رئال مایورکا، باشگاه فوتبال بوکا جونیورز، باشگاه فوتبال اتلتیکو مینیرو، و باشگاه فوتبال آرژانتینوس جونیورز اشاره کرد.